# Taijijian
Taijijian (Caracteres chinos simplificados: 太极剑; Caracteres chinos tradicionales: 太極劍; Pinyin: tàijíjiàn; lit.: 'espada Taichí') es una espada recta de dos filos utilizada en el entrenamiento del arte marcial de China Taichí. La espada recta, a veces con una borla y otras no, se usa para el acondicionamiento de la parte superior del cuerpo y el entrenamiento marcial en las escuelas tradicionales de Taijiquan. Las diferentes escuelas familiares tienen varios ejercicios de calentamiento, formas y ejercicios de esgrima para entrenar con la espada.

## Uso histórico de espada en Taijiquan
Las familias estilo Yang y estilo Wu participaron en el entrenamiento de oficiales militares de la Dinastía Qing y les enseñaron la técnica de espada a sus estudiantes. Las formas tradicionales de espada de Taichí tienen su origen en la aplicación marcial, por ello están diseñadas para hacer uso de las armas disponibles en el momento de su desarrollo. Como no existía un tipo histórico de espada  creado específicamente para el Taichí, las formas se diseñaron en torno al uso de una espada funcional, con un peso, equilibrio, agudeza y resistencia adecuados para ser efectivos en el combate armado.

## Wushu moderno
Una versión más ligera de la espada tradicional y versiones teatrales de las formas de espada tradicionales también se utilizan en las rutinas "taijiquan" del plan de estudios dewushu (deporte). La espada wushu la espada es una espada estrecha china, de doble filo, con una hoja delgada diseñada para hacer ruido cuando el competidor la sacude durante la competencia y siempre tiene una borla unida al pomo. Las variantes de espada utilizadas para exhibición de taichí wushu  o como herramientas de entrenamiento en las escuelas de artes marciales modernas, a menudo tienen propiedades que las hacen inadecuados para el combate preciso tradicional. Estas propiedades, como extrema delgadez de hoja  o un grado alto de flexibilidad en comparación con la calidad histórica de la espada del campo de batalla, están destinadas para añadir atractivo auditivo y visual a una representación de wushu.

## Forma de 32 movimientos
Espada de Taichí 32 movimientos estilo Yang (32式 太極劍)

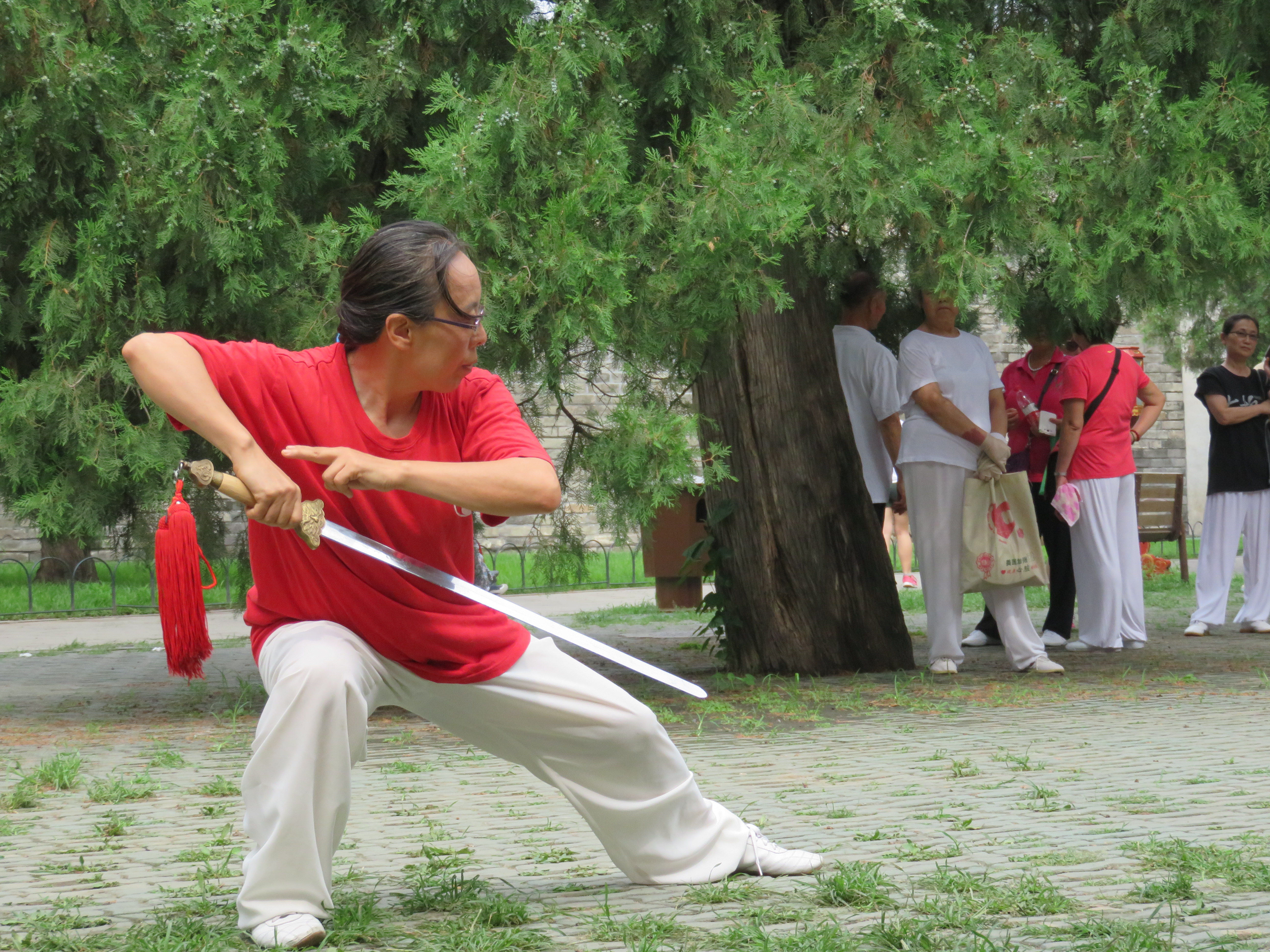
Pan Ying realizando Taiji Jian en el Parque del Templo del Cielo de Pekín.

1. Espada de punta con los pies juntos (并步点剑) - Inicio (起势)
2. Párate sobre una pierna y puñalada (独立反刺)
3. Barrer con la Espada en cuclillas (仆步横掃)
4. Lleva Espada a la derecha (向右平带)
5. Lleva Espada a la izquierda (向左平带)
6. Posición encima Una Pierna y Corta con brazo armado (独立掄劈)
7. Paso Atrás y Retirar Espada (退步回抽)
8. Párate sobre una pierna y pincha (独立上刺)
9. Sumerge Espada Abajo en Vacío Stance (虚步下截)
10. Puñalada en postura de arco Izquierdo (左弓步刺)
11. Girar y cortar (转身斜带)
12. Retirarse y llevar Espada (缩身斜带)
13. Subir Rodilla y Control de Espada con Ambas Manos (提膝捧剑)
14. Salto y Empuje (跳步平刺)
15. Levantar la espada en posición vacía izquierda (左虚步撩)

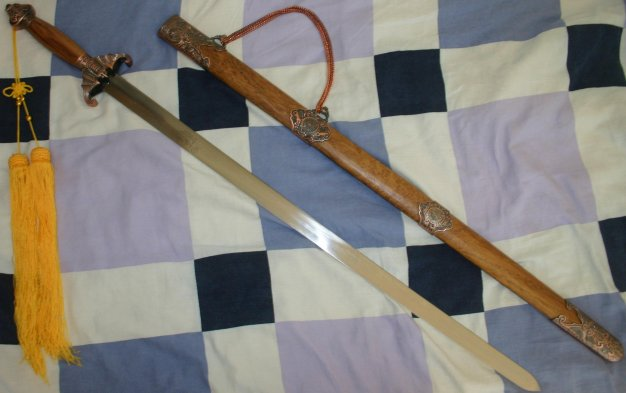
Espada (Jian)

16. Levantar la espada en posición vacía derecha (右弓步撩)
17. De la vuelta y Retire la Espada (转身回抽)
18. Empujar con los pies juntos (并步平刺)
19. Parar en posición de arco izquierdo (左弓步攔)
20. Parar en posición de arco derecho (右弓步攔)
21. Parar en posición de arco izquierdo (左弓步攔)
22. Avanza y retrocede (弓步反刺）
23. Girar para Cortar (反身回劈)
24. Espada de punto en posición correcta vacía (虚步点剑)
25. Párate en una pierna y mantén la espada a nivel (独立平托)
26. Corte en postura de arco (弓步挂劈)
27. Cortado con brazo armado en postura vacía (虚步掄劈)
28. Paso Atrás para Golpear (撤步反擊)
29. Paso adelante para Empujar (进步平刺)
30. Retira Espada en T-Paso (丁步回抽)
31. Círculo horizontal con la espada (旋转平抹)
32. Avance en posición de arco (弓步直刺) - Movimiento final de cierre (收势)

## Galería de espadas

Taijijian Espada horizontal
Taijijian Espada barre en horizontal
Taijijian Espada retrocede
Taijijian Espada apunta
Taijijian Espada llega
Taijijian Espada círculo en horizontal
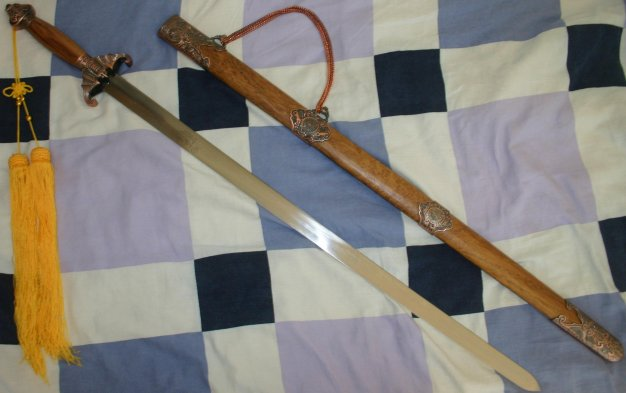
Espada (jian)

## Galería movimientos

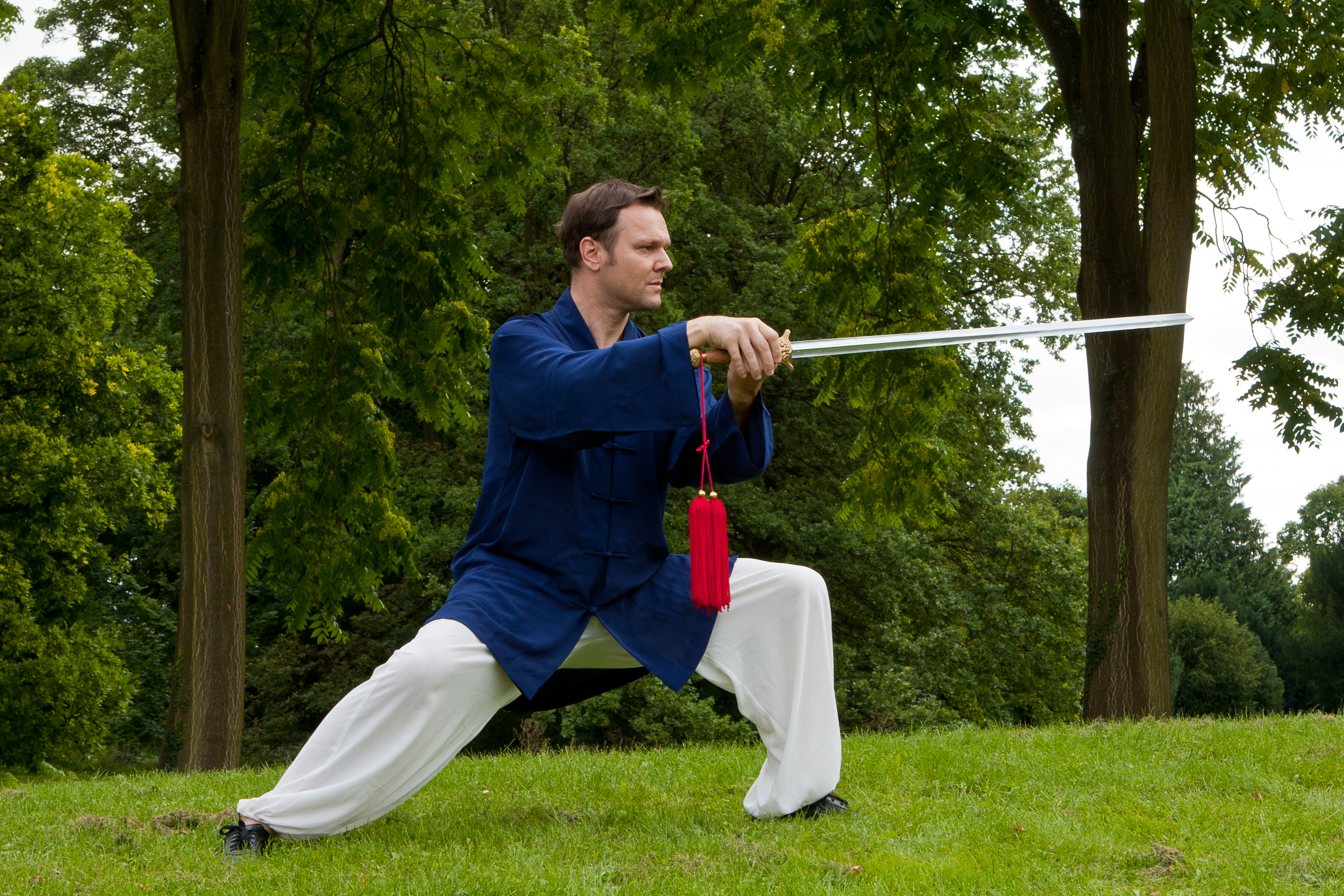
Martin Pendzialek practicando espada estilo Chen
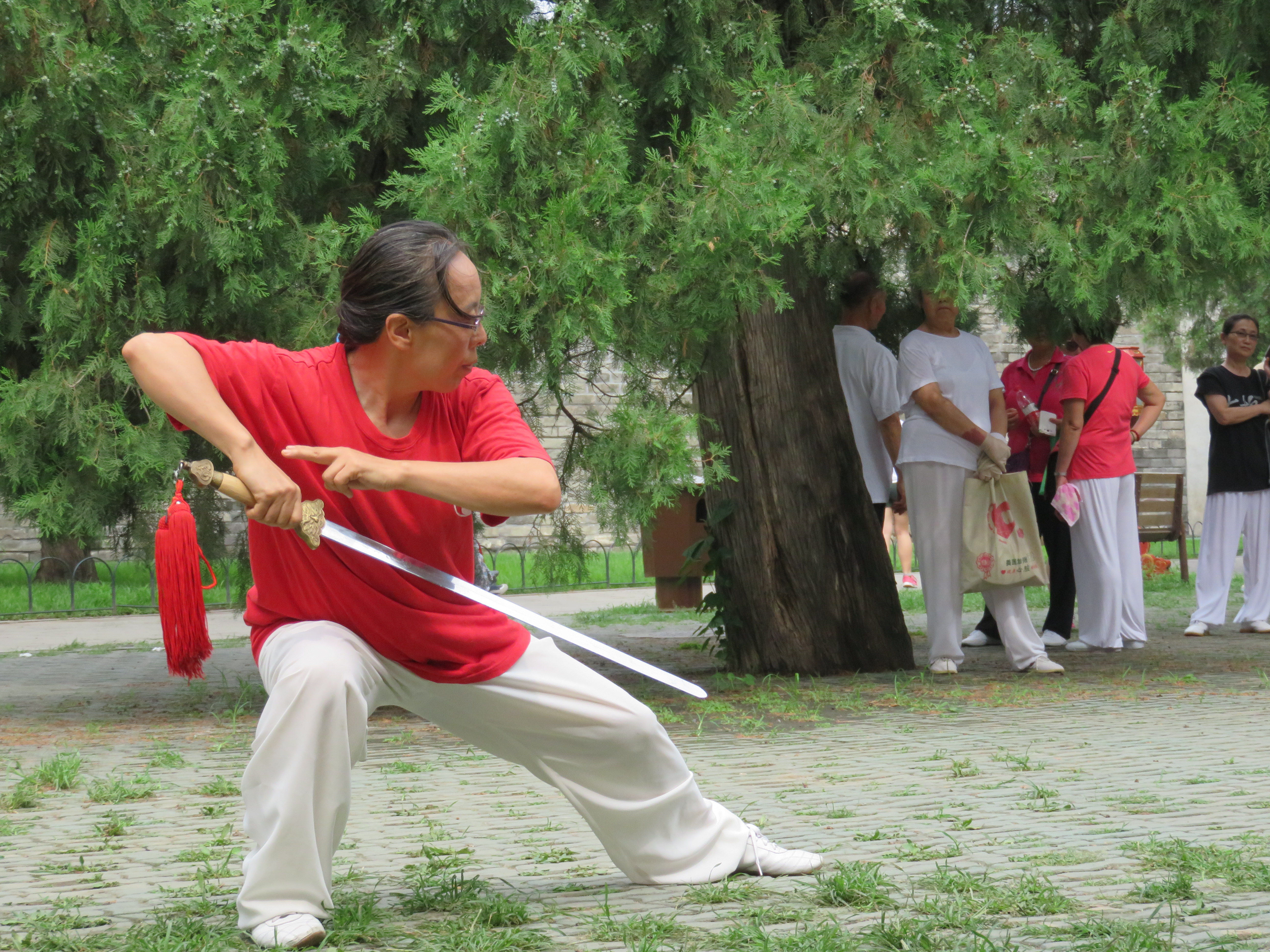
Pan Ying en el parque del Templo del Cielo en Pekín
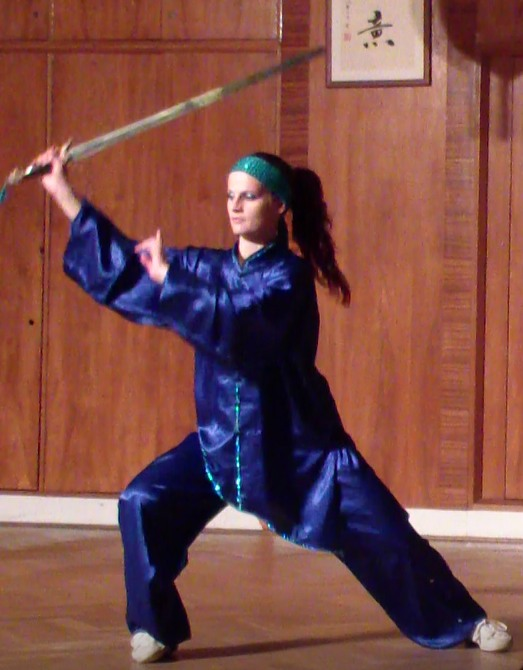
Martina Slaba, Academia de Taiji Mec
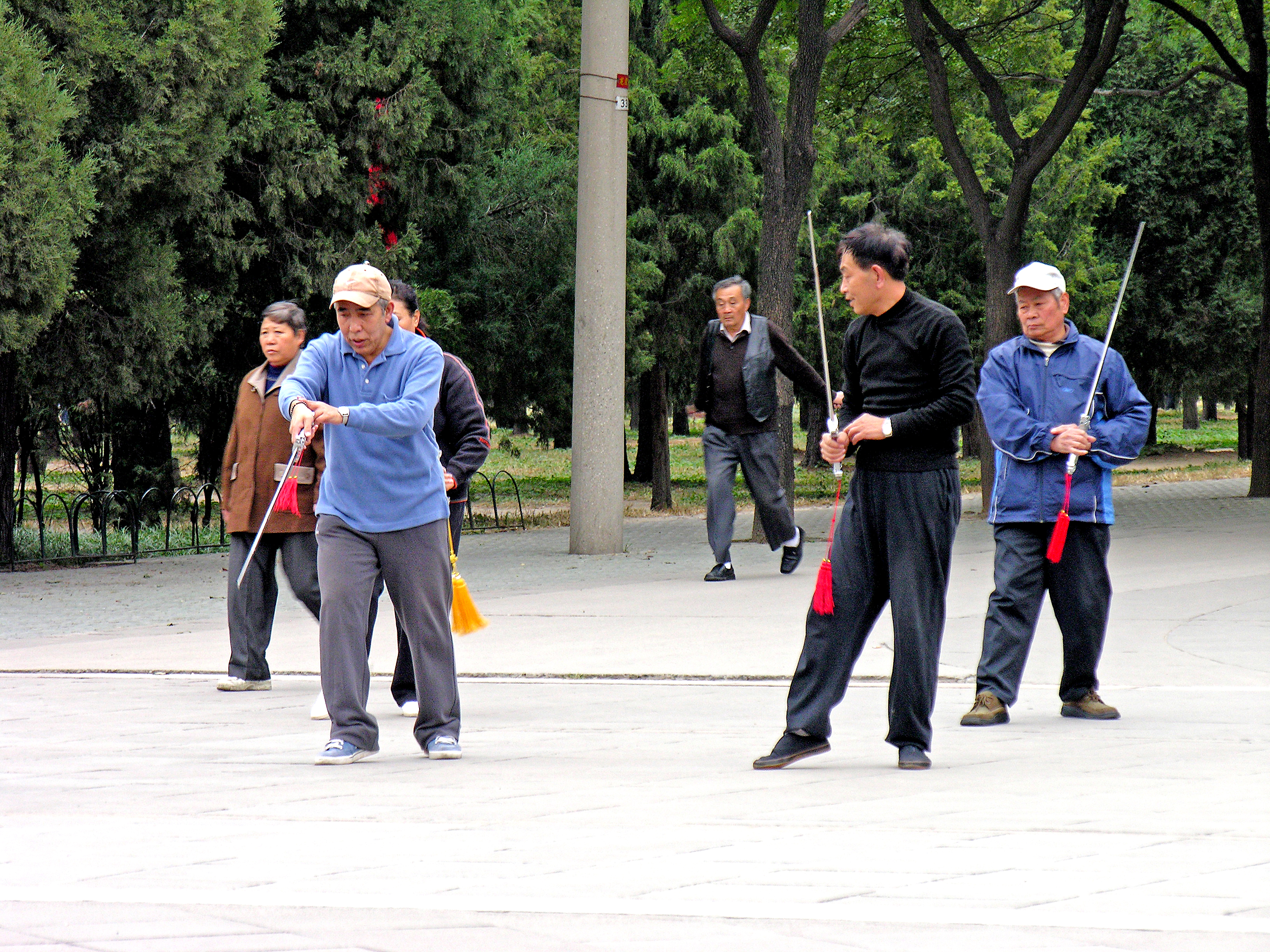
Espada de taiji
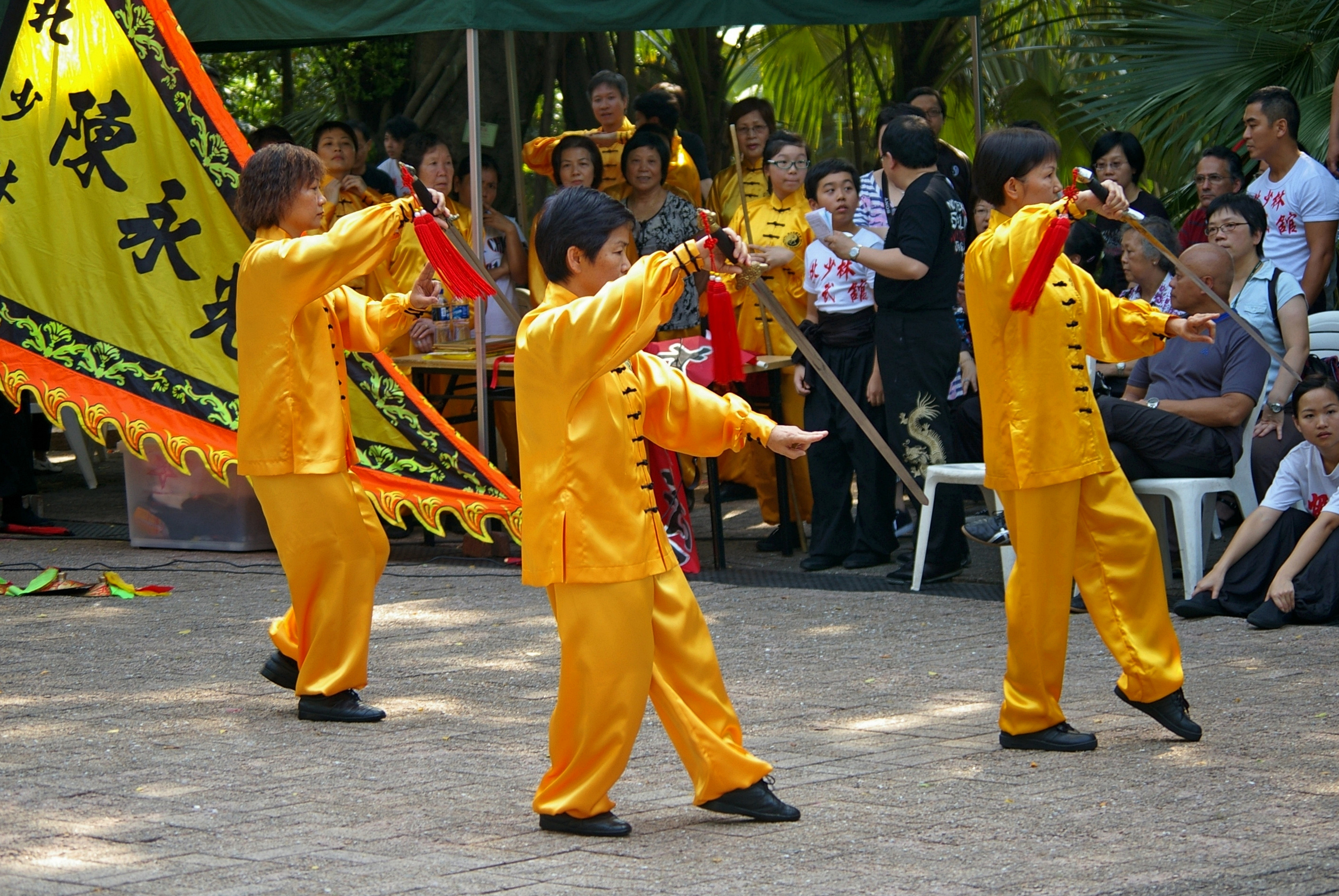
Espada tai chi Hong Kong Kowloon
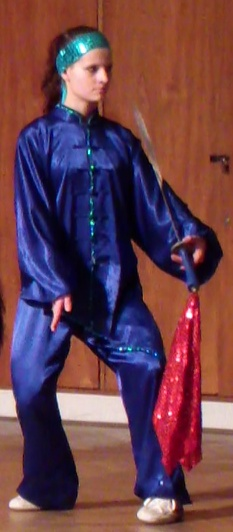
Martina.Slaba.Taiji.Akademie.2012 Savle
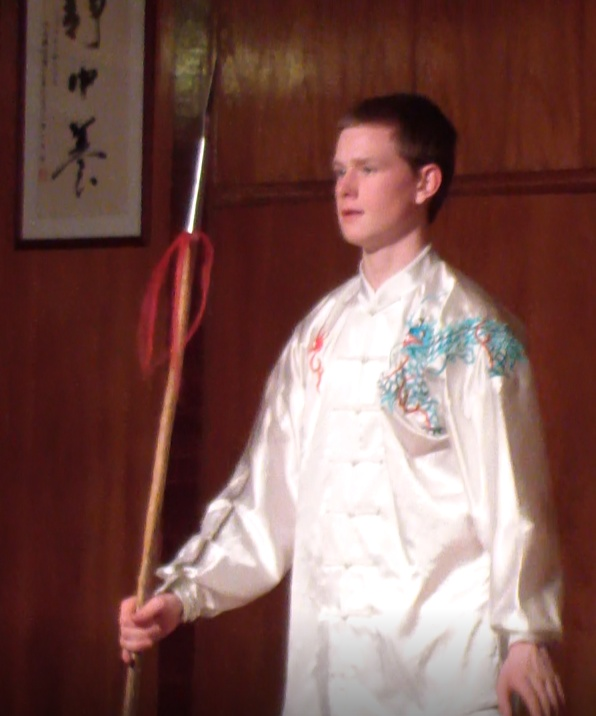
Petr Vitous (1995) Taiji Akademie Praha Kopi 2012